# Міністерство сільського господарства Української РСР
Міністерство сільського господарства Української РСР — союзно-республіканське міністерство, входило до системи органів сільського господарства СРСР і підлягало в своїй діяльності Раді Міністрів УРСР і Міністерству сільського господарства СРСР.

## Історія
Створене як Міністерство землеробства УРСР з Народного комісаріату землеробства УРСР у березні 1946 року у зв'язку з переформуванням наркоматів. 10 лютого 1947 року реорганізоване у Міністерство сільського господарства Української РСР. У квітні — 21 листопада 1953 року мало назву Міністерство сільського господарства і заготівель УРСР. У листопаді 1985 року увійшло до складу Держагропрому (Державного агропромислового комітету) УРСР. Відновлене у травні 1991 року.

## Народні комісари землеробства УСРР — УРСР
- Терлецький Євген Петрович (1917—1918)
- Шахрай Василь Матвійович (1918—1918)
- Колегаєв Андрій Лукич (1919—1919)
- Мещеряков Володимир Миколайович (1919—1919)
- Вікторов Борис Климентійович (1919—1920)
- Мануїльський Дмитро Захарович (1920—1921)
- Владимиров Мирон Костянтинович (1921—1922)
- Клименко Іван Євдокимович (1922—1925)
- Дудник Яким Минович (1925—1926)
- Шліхтер Олександр Григорович (1927—1929)
- Демченко Микола Нестерович (1929—1932)
- Триліський Олексій Лукич (1932—1932)
- Одинцов Олександр Васильович (1932—1934)
- Скалига Никифор Пилипович (1934—1934)
- Паперний Лев Лазарович (1934—1937)
- Мойсеєнко Костянтин Васильович (1937—1937)
- Сідерський Зіновій Осипович (в.о., 1937—1937)
- Мурза Іван Пилипович (1938—1940)
- Бутенко Григорій Прокопович (1940—1946)

## Міністри землеробства УРСР
- Бутенко Григорій Прокопович (1946—1947)

## Міністри сільського господарства УРСР
- Бутенко Григорій Прокопович (1947—1949)
- Мацкевич Володимир Володимирович (1949—1950)
- Кальченко Никифор Тимофійович (1950—1952)
- Співак Марк Сидорович (1952—1953)
- Кальченко Никифор Тимофійович (1953—1953)
- Співак Марк Сидорович (1953—1965)
- Дорошенко Петро Омелянович (1965—1971)
- Погребняк Петро Леонтійович (1971—1976)
- Хорунжий Михайло Васильович (1976—1985)
- Ткаченко Олександр Миколайович (1985—1985)
- Ткаченко Олександр Миколайович (1991—1992)